# Assurnasirpal I
Assurnasirpal I of Assoernasirpal I was koning van Assyrië van  1050 v.Chr. - 1032 v.Chr.
Er is weinig bekend over hem, behoudens een enkele inscriptie in baksteen van zijn paleis. In zijn tijd trokken de Aramese stammen verder over de Eufraat en het Assyrische koninkrijk maakte een tijd van zwakte door. Deze tijd van rampspoed stond waarschijnlijk model voor het latere Erra-epos.